# غفانتشا كاخابريدزي
غفانستا أو غفانتشا كاخابريدزي (بالجورجية: გვანცა) أو جوانزا (بالفارسية : جوانزا) (توفيت ق. 1263 م) كانت عقيلة ملك جورجيا والزوجة الثالثة للملك ديفيد السابع "أولو" [الإنجليزية] (حكم من 1245 إلى 1270 م).
كانت ابنة كاخابر الرابع كاخابريدزي [الإنجليزية]، دُوق [الإنجليزية] رَاشا [الإنجليزية] وتاكفيري [الإنجليزية]، الذي زوج غفانستا للأمير أفاج مخارجردزيلي [الإنجليزية]، المعلم الأعلى واللورد الأعْلى [الإنجليزية] لجورجيا، الذي أنجبت منه ابنة اسمها خفاشاك [الإنجليزية]. بعد وفاة أفاج في عام 1250، تزوجت غفانزا مرة أخرى من الملك الجورجي ديفيد السابع في عام 1252 وأنجبت ابنًا، وهو الملك المستقبلي ديميتريوس الثاني ملك جورجيا [الإنجليزية]، في عام 1259. في هذه الأثناء، نشأ خفاشاك على يد أمين الملك سومبات أوربيلي [الإنجليزية] أو سعدون من مانكابردي [الإنجليزية] (هنا تتباعد المصادر في العصور الوسطى) ثم تزوّجت لاحقًا من شمس الدين الجويني، وهو وزير مؤثر في بلاط الإلخانية المغولية.